# Le Dojo du lagon
Le Dojo du lagon est le quatrième album publié dans la série Donjon Crépuscule de la Saga Donjon, numéroté 104, dessiné par le duo Kerascoët, qui remplacent Joann Sfar, écrit par Lewis Trondheim et Joann Sfar, mis en couleur par Walter et publié en juin 2005.